# Грузинське царство
Грузинське царство (груз. საქართველოს სამეფო) — середньовічна кавказька держава, що виникла внаслідок об'єднання більшої частини Грузії Багратом III у 1008 році, представником династії Багратіоні. У період найбільшого свого розквіту, під час правління царя Давида IV та цариці Тамари Великої з XI по XIII століття, була однією з найбільших та найпотужніших держав Близького Сходу, наймогутнішою державою християнського Сходу, займаючи територію від Північного Кавказу до Північного Ірану і до Західної Вірменії. Однак спершу монголи, а згодом вісім руйнівних навал Тимура і напад Кара-Коюнлу, поклали край могутності Грузії та спричинили її розпад між 1490 та 1493 роками на три царства: Картлійське, Кахетинське та Імеретинське.

## Історія

### Об'єднання Грузії
У 10 столітті Давид III з Тао-Кларджеті вторгся в царство Картлі, віддавши його своєму прийомному синові, який пізніше стане відомим як Баграт III з Грузії, а його біологічний батько, Гурген з Іберії, став регентом. У 994 році Гурген був коронований королем іберів. У 975 році, підтриманий герцогом Картлі Іване Марушісдзе та Давидом, Баграт претендував на престол Картлі, ставши королем Картлійців. У цей час Абхазьке царство на території сучасної північно-східної Грузії перебувало під владою Феодосія Сліпого, який покінчив з абхазькими традиціями. У 978 році абхазька аристократія, незадоволена правлінням Феодосія, здійснила державний переворот і запросила Баграта претендувати на престол Абхазії.

Фреска царя Баграта ІІІ.

Гурген помер у 1008 році, залишивши свій трон Баграту, що дозволило Баграту стати першим царем об'єднаної Абхазії та Іберії. На початку свого правління Баграт висунув претензії на Катехинсько-Еретське царство на сході та анексував його в 1010 році. Баграт також зменшив автономію династичних князів, щоб стабілізувати своє царство, зосереджуючись на лінії Багратіоні з Тао-Кларджеті. Щоб забезпечити престол для свого сина, Георгія I, Баграт обманом звів своїх двоюрідних братів на зустріч і ув’язнив їх, а діти його двоюрідних братів втекли до Константинополя, де вони попросили допомоги Візантійської імперії, щоб повернути свої вотчинні землі.
Правління Баграта забезпечило перемогу Багратидам у Грузії, поклавши край боротьбі за владу, яка мучила регіон протягом століть. Баграт проводив мирну зовнішню політику, успішно уникаючи конфліктів з Візантією та сусідніми мусульманськими царствами, навіть незважаючи на те, що деякі території Давида, такі як Тао та Тбілісі, залишалися відповідно під контролем Візантії та арабів.

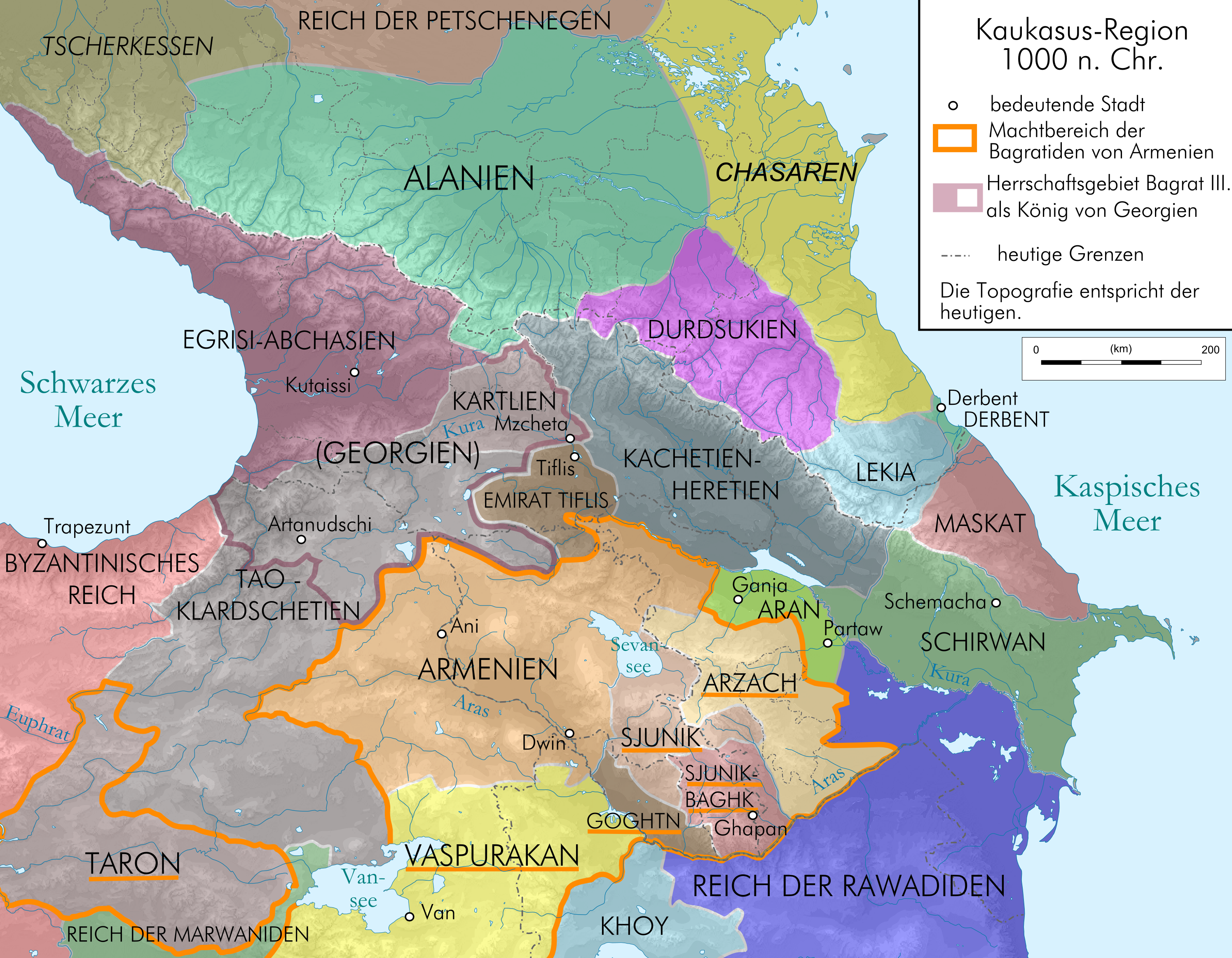
Мапа Кавказу у 1000 році н. е.

### Візантійсько-грузинська війна
Правління Георгія I було відоме насамперед своєю війною проти Візантії. Ця війна сягає корінням у 990-ті роки, коли Давид III, програвши повстання проти візантійського імператора Василія II, погодився поступитися імператору своїми землями в Тао після його смерті. Георгій I, намагаючись повернути землю Куропалату, окупував Тао, починаючи з 1015 або 1016 років, під час війни Візантії з Болгарським царством. Коли в 1021 році Візантія впоралися з Болгарією, Василь II звернув увагу на Грузію, що призвело до дворічної війни та остаточної перемоги Візантії. У результаті Георгу І довелося відмовитися від своїх претензій на Тао та віддати частину своїх південно-західних земель, які згодом були перетворені на регіон Іберія. Син Георгія І, який згодом став Багратом IV, також був відданий Василю в заручники.

Грузинське царство в 1045 році н. е.

Наступні три роки Баграт IV провів у Константинополі, був звільнений у 1025 році. Після смерті Георгія I у 1027 році його наступником став 8-річний Баграт. До того часу, коли Баграт зійшов на престол, об'єднавчий рух Багратидів набув значного розмаху. Багато грузинських земель, таких як Тао, Тбілісі, Кахетія та Імеретія, перебували під владою іноземних імперій або незалежних царів. Лояльність грузинських вельмож також була сумнівною. У дитинстві Баграта IV регентство посилило вплив знаті, що він намагався зупинити, коли прийняв повну владу.

### Велике Турецьке Завоювання
У другій половині XI століття турки-сельджуки вторглися в сусідні регіони, що спонукало до більшої співпраці між грузинським і візантійським урядами. За політичною домовленістю донька Баграта IV Марія вийшла заміж за візантійського співімператора Михайла VII Дуки в якийсь момент між 1066 і 1071 роками.
У 1065 році сельджуцький султан Алп Арслан напав на Картлі, взявши Тбілісі та побудувавши мечеть. Під час міжусобного конфлікту між спадкоємцями сельджуків Георгій II переміг сельджуцького намісника Саранга з Гянджі в битві при Парцхісі в 1074 році. У 1076 році сельджуцький султан Малік-шах I знову напав на Грузію. Зрештою Грузія підкорилася Малік-шаху, сплачуючи щорічну данину, задля миру.

### Грузинська Реконкіста

#### Давид ІV
Георгій II поступився короною своєму 16-річному синові Давиду IV у 1089 році. Під опікою свого міністра двору Георгія Хкондідського Давид IV придушив феодалів і централізував владу. У 1089–1100 роках він організував військові дії для знищення військ сельджуків, почавши заселення окупованих регіонів. У 1099 році Давид IV відмовився платити данину сельджукам.

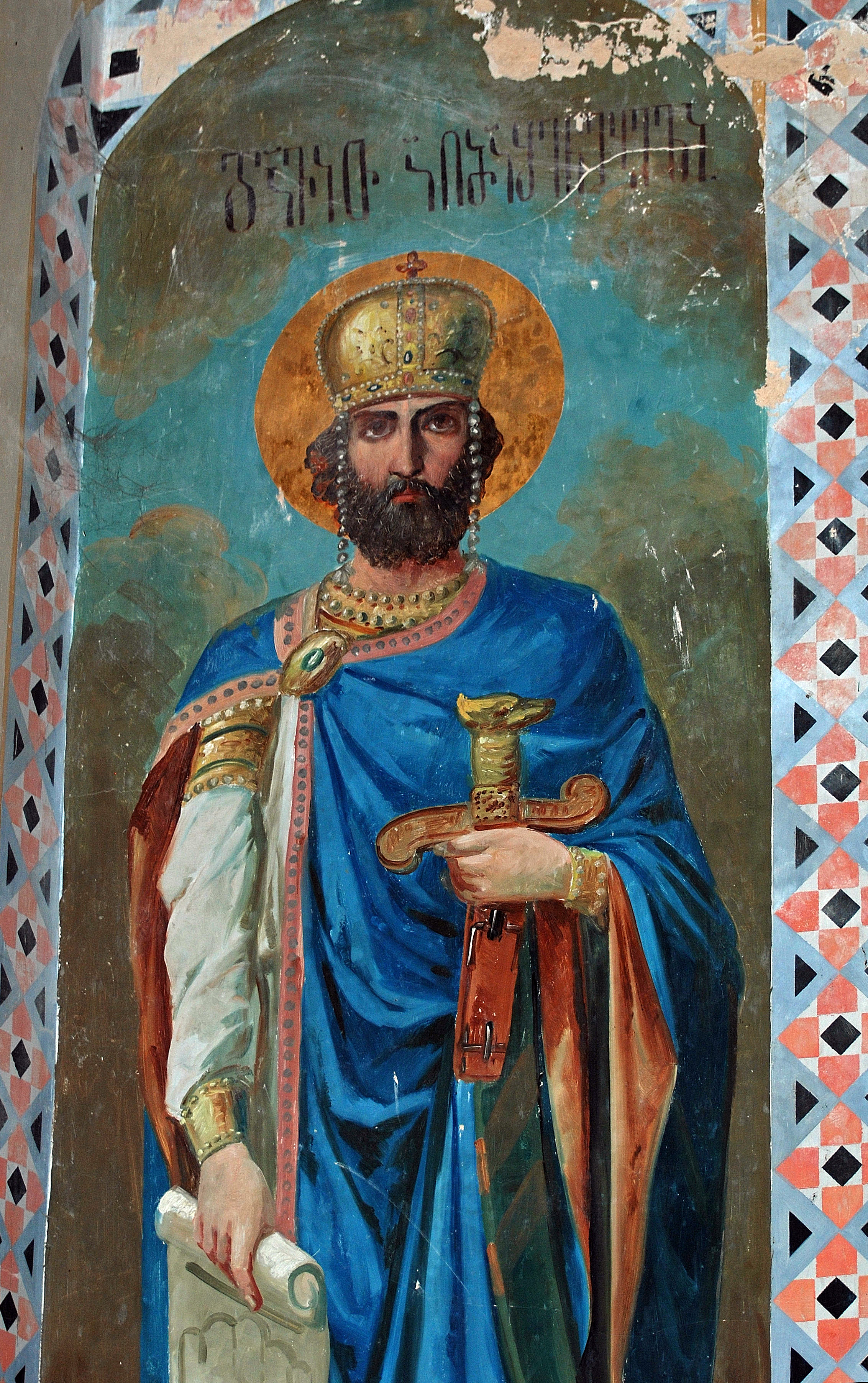
Фреска Давида IV.

До 1104 р. місцевий цар східної Грузії, володівший Кахетією, Аґсартан II, був захоплений прихильниками Давида IV, возз'єднавши територію. Наступного року Давид IV розгромив сили сельджуків у битві при Ерцухі. Протягом 1110—1118 рр. Давид IV захопив фортеці Самшвілде, Руставі, Гіші, Лорі.
Починаючи з 1118-1120 рр. Давид IV розпочав масштабні військові реформи, включаючи переселення кількох тисяч кипчаків. В обмін кожна сім'я кипчаків надала Давиду IV воїна, що дозволило йому створити постійну армію. Цьому союзу сприяв попередній шлюб Давида IV з донькою хана.

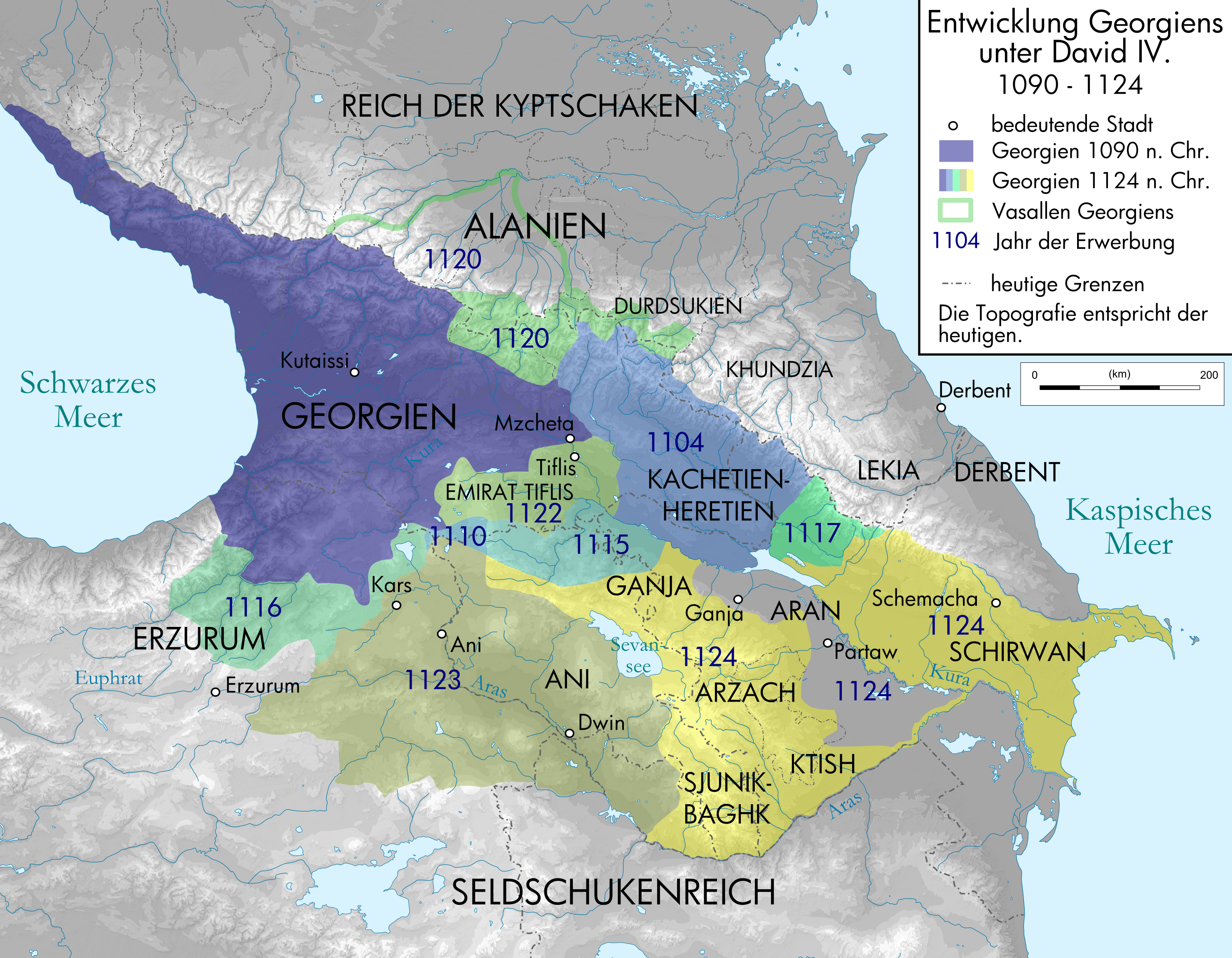
Експанція Грузинського царства під час правління Давида IV.

У 1120 році Давид IV став більш експансіоністським. Він вторгся в сусідній район Ширван і місто Кабала. Звідти він почав успішно атакувати сельджуків у східних і південно-західних районах Південного Кавказу. У 1121 році султан Махмуд II оголосив священну війну проти Грузії. але Давид IV розгромив його військо при Дідгорі. Невдовзі після цього Давид IV закріпив за собою Тбілісі, один із останніх мусульманських анклавів, що залишився в Грузії, і столицю було перенесено туди, розпочавши Золоту добу Грузії.

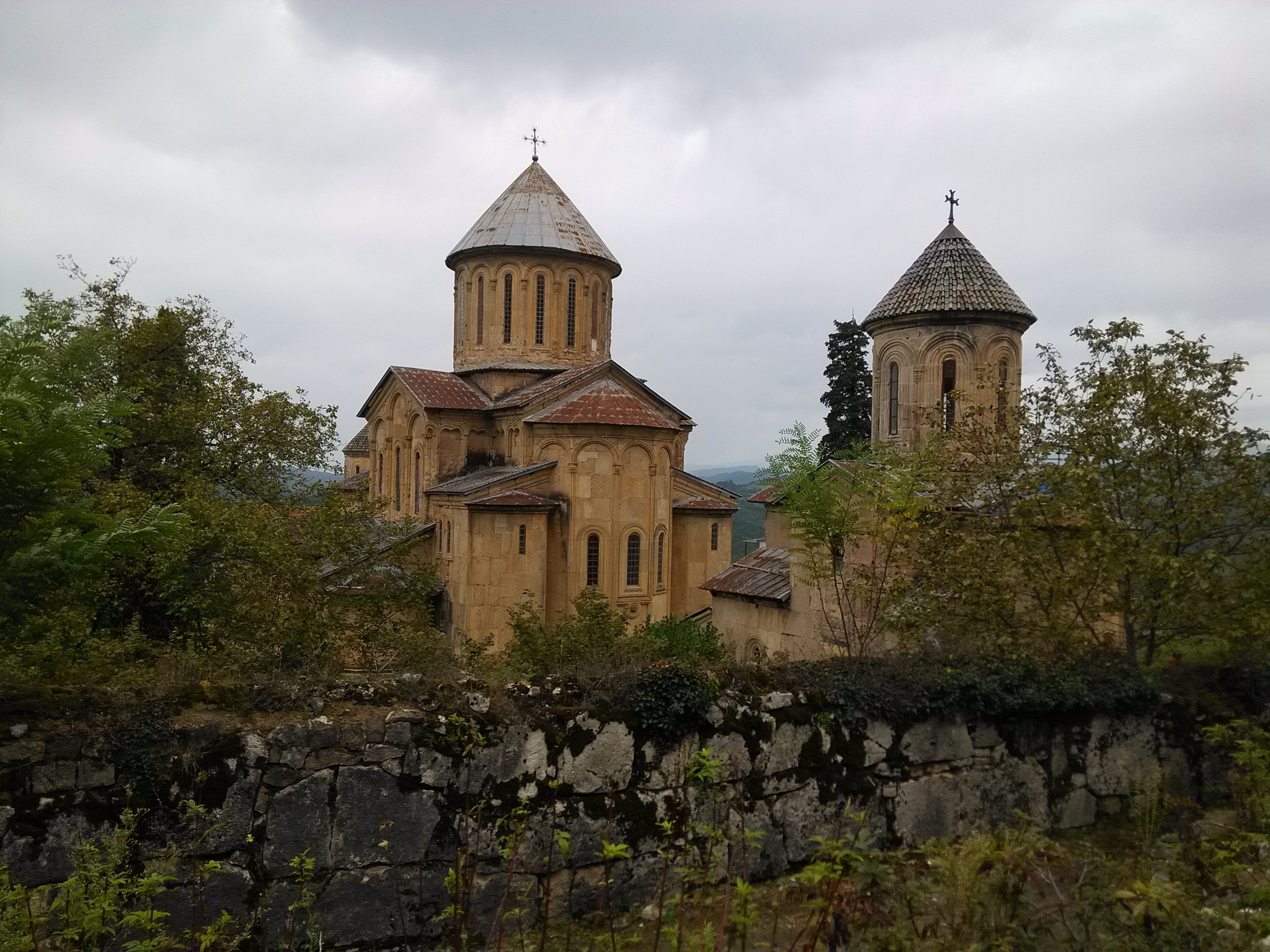
Гелатський монастир.

У 1123 році Давид IV звільнив Дманісі, останню фортецю сельджуків на півдні Грузії. До 1124 року Ширван був захоплений разом з вірменським містом Ані. Це розширило кордони королівства до басейну Аракса.
Давид IV заснував Гелатську академію, відому в той час як «нова Еллада» і «другий Афон».Давид також склав Гімни покаяння, вісім псалмів у вільному вірші.

#### Тамара
Панування цариці Тамари стало найвищим піднесенням впливу Грузії за всю її історію розвитку. У 1194—1204 роках армія відбила кілька сельджуцбких нападів на півдні та південному сході та вдерлося у зайняту Румським султанатом Південну Вірменію. Більшість останньої, включаючи Карін, Ерзінджан і Ван, стала протекторатом Грузії.

Грузинське царство у 1213 році

Після падіння Константинополя у 1204 році, Грузії відкрився шлях до південно-східних берегів Чорного моря. Ця територія була населена не лише греками, а й вірменами, а також племенами грузинського походження (лазами). Грузинське військо зайняло приморські міста: Трапезунд, Лімнію, Самсун, Синоп, Керасунт, Котіору, Гераклею. Утворилася Трапезундська імперія, на чолі якої стояв вихований у Грузії представник будинку Комнінов. Ця імперія опинилася у сфері впливу Грузії .
У 1210 році Закаріа Мхаргрдзелі запропонував цариці здійснити похід до Держави Ільдегізідів. Похід виявився особливо успішним: були взяті міста Маракд, Тебріз, Міане, Зенджан та Казвін. Грузинське військо досягло Ром-Гора і з багатою здобиччю повернулося на батьківщину.

### Занепад
У 1220 монголи, під проводом Субедея, атакувало Грузинське царство. Армія царя Георгія IV була розбита, але розвивати досягнутий успіх монголи не стали, рушивши за Кавказькі гори. У 1227 році, після битви при Гарні і битви під Болнісі, Грузія була підкорена хорезмшахом Джелал ад-Діном, а починаючи з 1230 - монголами. 1259 року Грузія розпалася на Східнегрузинське і Західногрузинське царства.

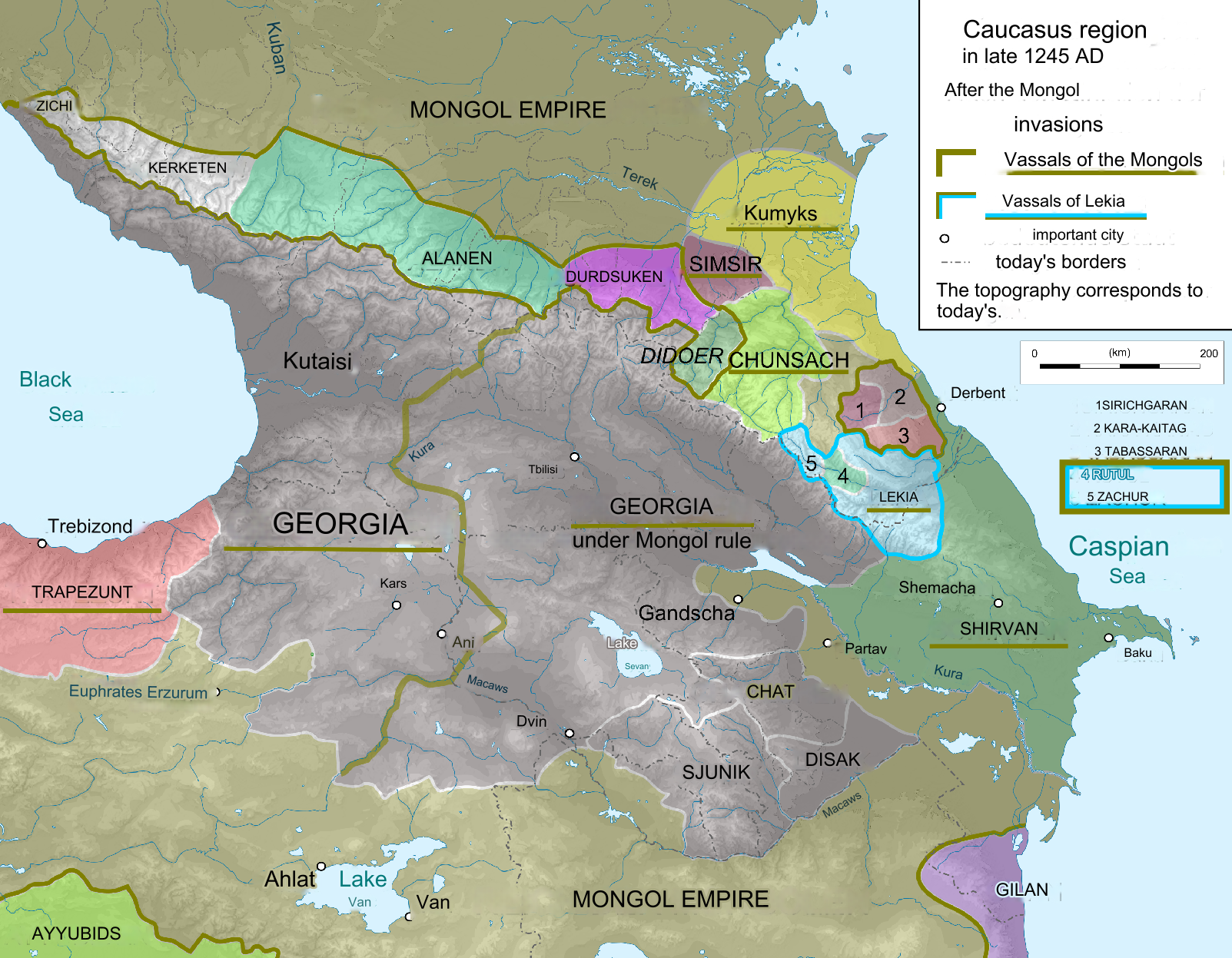
Розпад Грузії

Східна Грузія потрапила у васальну залежність від Хулагуїдів, але західна залишилася незалежною. У 1329 році цареві Георгію V вдалося відновлити єдність Грузинського царства. Також вдалося відбити перші напади Османської держави. 

Об'єднане Грузинське царство

Проте 1386 року Грузію було спустошено чагатайським аміром Тимуром, що остаточно розтрощило її могутність. 

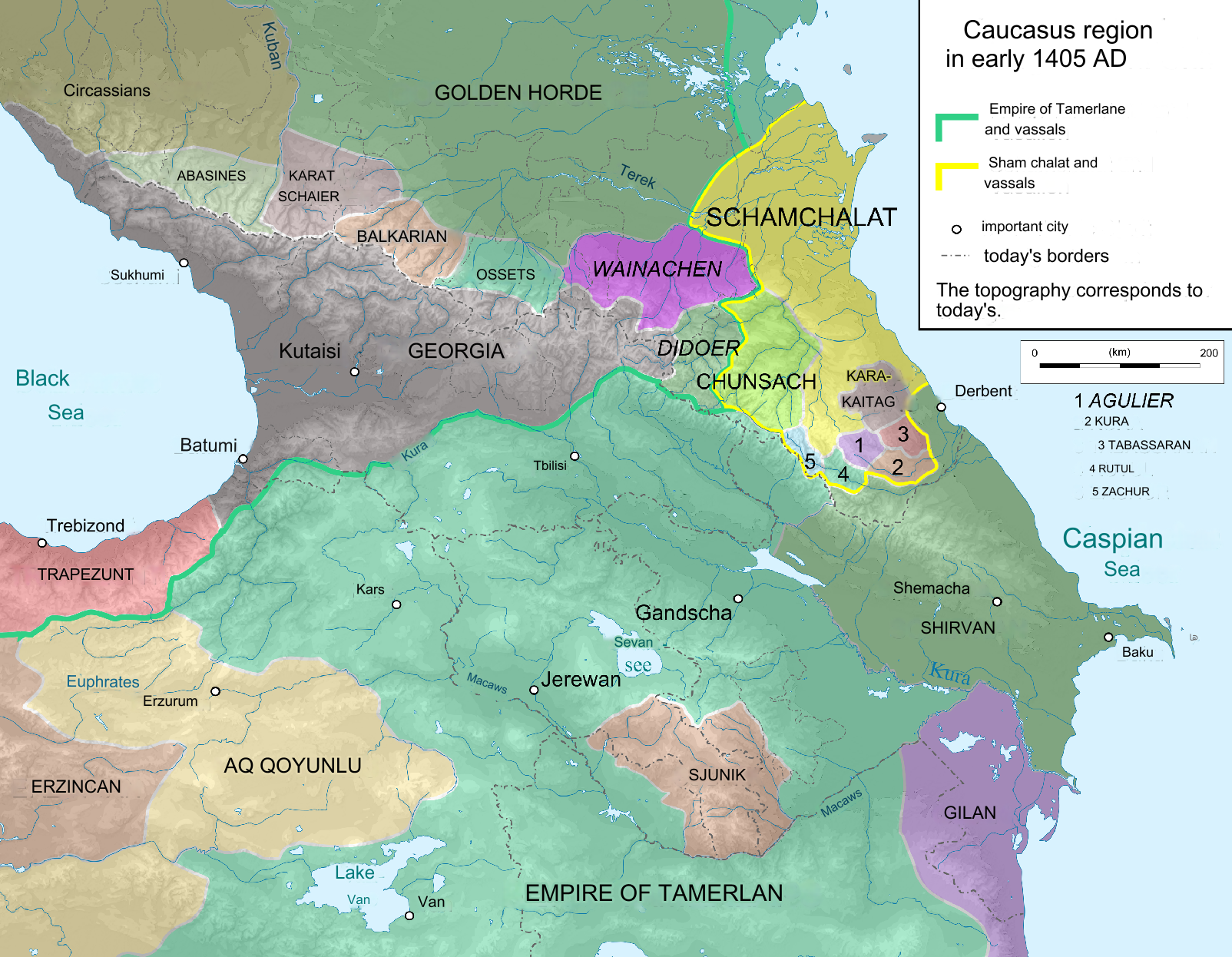
Грузія у 1405 році

Після смерті Тимура 1405 року боротьбу за Кавказ розпочали беї Кара-Коюнлу, у війні з якими 1407 року загинув цар Георгій VII. Його наступник Костянтин I об'єднався з ширваншахом Шейх-Ібрагімом I, але 1412 року у битві при Чалагані їх було розбито, а грузинський цар потрапив у полон, де його було страчено.
Олександр I продовжив війну проти Кара-Коюнлу. 1431 року відвоював Лорі, що мало велике значення для забезпечення безпеки грузинських кордонів. Близько 1434/1435 року заохотив вірменського князя Бешкена II Орбеляна напасти на членів клану Кара Коюнлу в Сюніку та за перемогу дарував йому Лорі на умовах васальної залежності. У 1440 році відмовився платити данину Джаханшаху, правителю Кара Коюнлу. У відповідь останній того ж року зруйнував місто Самшвільде та розграбував Тбілісі. 1444 року Вахтанг IV знову повстав, у битві при Ахалцихі жодна зі сторін не досягла успіху, але Джаханшах вимушен був повернутися до Тебризу.
За часів правління Георгія VIII відбувався тривалий процес роздрібнення царства. Цим скористалася Ак-Коюнлу, війська якої у 1466, 1472 та 1476–1477 роках вдиралися до Грузинського царства. Баграт VI був змушений укласти мир із Узун-Хасаном, шахіншахом Ак-Коюнлу, залишивши Тбілісі ворогові. Лише після смерті останнього 1478 року вдалося повернути свою столицю. Взимку 1488 року Ак-Коюнлу під проводом Султан-Халіла напали на Тбілісі та захопили місто після тривалої облоги в лютому 1489 року. Окупація столиці тривала недовго, і Костянтин II відновити кордони. У 1490 році він визнав факт розпаду Грузинського царства, що фактично відбулося  у 1470-х роках.

## Устрій
Цар царів (мепет мепе) мав найвищу політичну, військову та судову владу. Він носив титул царя абхазів, картвелів, ранів і кахів, сомехів, шарванша і шаханша. Мепет мепе допомагали 6 візирів
Другою особою в державі був мцигнобартухуцесі (головний візир, перший міністр), що також звався «батьком» мепет мепе, тобто за малолітнього правителя ставав регентом. Йому підпорядковувалася царська канцелярія, що складалася з 26 службовців. З часів Давида IV посаду мцигнобартухуцесі було об'єднано з церковною посадою чкондіделі, завдяки чому йому надавалося право розв'язувати церковні питання. Також очолив вищу судову установу («сааджо карі»), а цар лише розв'язував апеляції, але невдовзі навіть апеляції було передано чкондіделі-мцигнобартухуцесі.
У цивільних справах мепет мепе і чкондіделі-мцигнобартухуцесі допомагав мандатурт-ухуцесі (верховний розпорядник, також відповідальний за палацову варту та протокольні питання), якому підпорядковувалися мандатурти (чиновники з поліцейськими та поштовими функціями) та амереджібі (начальник заворітників). В деяких випадках посада мандатурт-ухуцесі з військовою посадою амірспасалара. 
Питаннями одягу, харчування, побуту керував мсахурт-ухуцесі (на кшталт мажордому), що завідував царським майном й господарством царя та його родини. Йому підпорядковувалися мечурчлет-ухуцесі (головний скарбник), мсахурті (чиновники з податковими функціями), мстоварі (наглядачі за знаттю та шпигуни). Мечурчлет-ухуцесі також підпорядковувалися аміртаміри, очільники великих міст, які окрім цивільних мали ще й військові функції.
На провідні посади у війську призначали представників з родів мтаварі, що складали дарбазі (дорадчу раду при мепет мепе). Засідання проводилися двох видів: За «вищими правилами» та «нижчими правилами». За «вищими правилами» проводились святково-урочисті засідання. Основні актуальні питання розглядалися на діловому засіданні Дарбазі за «нижчими правилами». До функцій дарбазі входило вирішення всіх важливих питань внутрішньої та зовнішньої політики: законодавство і правосуддя, питання миру та війни, призначення та усунення чиновників, прийом царів чи послів іноземних держав та багато інших питань.
З часом відбулося розшарування азнаурі, з яких виокремився заможний та впливовий прошарок дідебулі, з кола яких часто стали призначати на посаду еріставі. За цариці Тамари повноваження дарбазі було розширено: тепер мепет мепе приймав рішення при згоді дарбазі. При цьому діяв караві (законодавчий орган), що розглядав царські закони чи накази, або пропонував їх без права затвердження. У часи занепаду царства таваді та дідебулі набули значного впливу, як й дарбазі, що стали обмежувати владу мепет мепе.
Держава була розділена на еріставства на чолі із еріставі. Поряд із звичайними ериставствами існували прикордонні ериставства (монапіре), на які покладався захист державних кордонів та спостереження за сусідніми територіями. На чолі великих міст та фортець стояли моураві (на кшталт каштелянів), що підпорядковувалися моураві-ухуцес (великому моураві).

## Суспільство
Статус визначала власність землею. Найбільшими господарями землі були цар, члени його родини, церква і знать: таваді. Важливу частину становила дрібна шляхта (азнаурі), лише постільниких азнаурів було 700 родин. Також булди почесні та низші азнаурі, що мали різний майцновий та соціальний статус. Азнаури були слугами царя або таваді. З часів Давида IV стали набувати ваги наківчагарі (погрузинені половці), яких втім відносили до третього стану.
Селяни (глехі) та слуги (мсахурі) становили більшу частину населення. Більшість селян, ремісників і купців не мала особисту свободу і була власністю свого господаря. Проте великі купці (мокалакі) користувалися особистою свободою та брали участь у політичному житті країни. Між мсахурі і азнаурі знаходилися азати, що часто виконували обов'язки поліцейських та мстоварі.

## Право
1338 року цар Георгій V видав законодавчі акти, що регулювали відносити у царському суді, між грузинськими феодалами та горцями. Також було видано «Розпорядок царського двору», яким регулювався етикет царської родини, визначались права та обов'язки царських чиновників.

## Військо
Керував військом мепет мепе. В управлінні, підготовці та органзації війська царю царів допомагав атабек, що також був вихователем спадкоємця трону. На чолі війська під час походів зазвичай стояв амірспасалар, що був третьою особою у грузинському війську. Йому допомагали спаспети.
Армія поділялася на основну (польову) частину, залоги та царську гвардію (монаспу). Весь тягар лягав переважно на основну частину грузинського війська. Під час кампаній до війська долучалися васальні чи союзні загони з половців, лакців, аланів, абхазів тощо. В часи піднесення військо становило від 40 до 60 тис. вояків. Також царі набирали найманців (рокіспа) серед аланів, касогів, дурдзуків, кипчаків, курдів тощо. Вони були озброєні в хорезмійському стилі та очолювалися монат-ухуцесі.
На чолі залог стояли цихіставі (на кшталт каштелянів). Вони утримували з коштів, що збиралися за спеціальним податок (сацихіставо)

## Економіка
Основу становили сільське господарство, ремісниче виробництво, зовнішня та внутрішня торгівля, що у свою чергу призвело до виникнення нових міст та відродження старих.
Використання нового орного знаряддя – «великого грузинського плуга» сприяло подальшому розвитку сільського господарства країни. У такий плуг можна було впрягати 8-10 бугаїв, що набагато полегшувало глибоке оранку великих ділянок землі на відміну від колишньої орної зброї «ерквані». Велика увага приділялася будівництву зрошувальних каналів. Такі канали були проведені в Кахеті (Алазанський канал завдовжки 119 км), в Тирипонській рівнині, Мухрані і Самгорі.
Грузія традиційно славилася своїм виноградарством, яке було поширене по всій країні, окрім високогірної зони. Розводили близько 500 сортів винограду. Не менш важливою галуззю Грузії було зернове господарство. Вирощували різних сортів пшеницю, просо, ячмінь. У той самий час дедалі більше розвивалися такі галузі господарства, як садівництво і городництво, у деяких місцях населення займалося шовківництвом. Широкий розвиток набуло тваринництво.
У XI-XIII століттях значну роль стали відігравати міста: Тбілісі, Кутаїсі, Ахалцихе, Ахалкалакі, Тмогві, Хунані, Артануджі, Жінвалі, Горі, Телаві, Самшвілді, Одзрхе, Дманісі.
у цей час вже існували ремісничі об'єднання (амкарства) однієї спеціальності, аналогічні до західноєвропейських цехів. У них були свої правила та порядки, свої майстри та підмайстри. У Грузії були поширені такі галузі ремісничого виробництва, як: златокузнечество, столярне і ковальська справа, гончарне справа, хлібопекарство, переписування і обкладинка книжок та інших. 
Виготовляли цеглу, водопровідні труби, глечики для зберігання вина, різний посуд. Посуд виготовляли також зі скла та кришталю. Високу якість був посуд із золота та срібла. До галузей ремісництва відносяться в'язання та шиття. Особливо розвинулося знавець і кування звичайного заліза. Ковалі виготовляли зброю та господарські знаряддя: серп, молот, сокири, кинджали, шаблі, лати.
Розвиток сільського господарства та ремесел сприяло пожвавленню торгівлі: Грузія мала торговельні зв'язки з Візантією, південними Руськими князівствами, Єгиптом, Китаєм, Вірменією, Аббасидським халіфатом та іншими країнами. Царська влада всіляко сприяла розвитку торгівлі. Прокладалися нові дороги, будувалися мости, караван-сараї. Держава дбала про охорону торговців від грабіжників та бандитів.
Внаслідок монгольського панування, вісьмох походів аміра Тимура, війн з Кара-Коюнлу і Ак-Коюнлу було повністю зруйнувано економіку країни. Набіги кочівників знищили основу господарства – інтенсивне сільське господарство. Не оброблялися родючі сільськогосподарські угіддя (Тирипонська та Мухранська долини, узбережжя Кури, Іорі та Алазані, Джавахетське плоскогір'я). Різко впав рівень сільськогосподарського виробництва. Занепали міста. Майже всі верстви суспільства зазнавали крайньої потреби. У кращому становищі була церква, оскільки була звільнена від усіх податків.

### Монети
Середньовічна Грузія використовувала різні мови на своїх монетах. Деякі монети містили грецькі написи поруч із грузинськими. Деметре I, Георгій III, Давид IV і Тамара карбували монети з титулами «malik al-mulūk» і «malikat al-malikāt» відповідно. За словами Броссета, Грузія використовувала арабську як лінгва франка через важливість торгових відносин з ісламським світом. Карст продовжує в цьому напрямку, кажучи, що двомовні монети слугували офіційним і видимим символом сердечних відносин між Грузією та Халіфатом. Грузинські монети знову показали ознаки іноземного впливу, коли прийшло королівство Грузія. під монгольським пануванням наприкінці XIII — на початку XIV ст., поєднуючи написи грузинською, арабською та перською мовами.

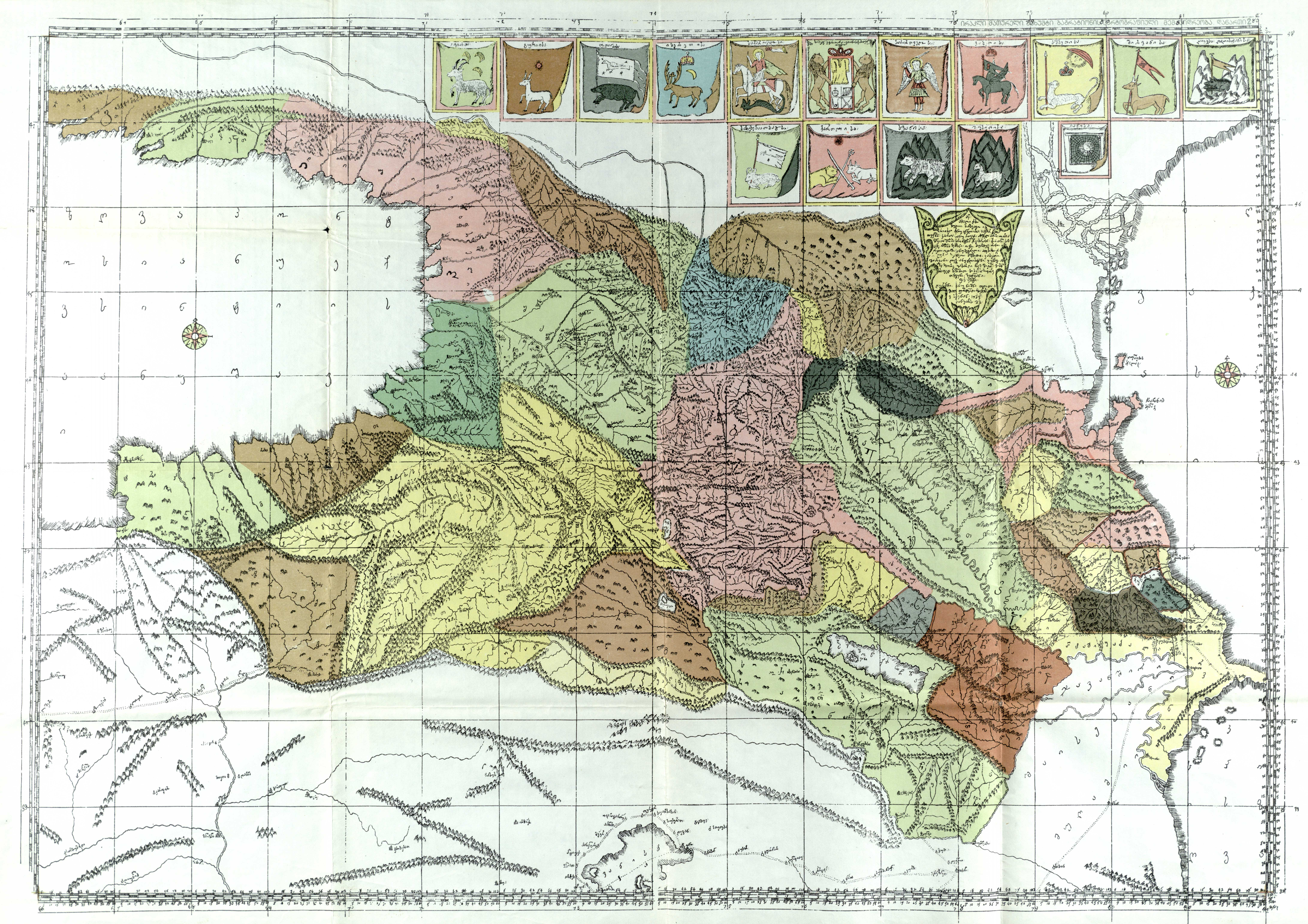
Мапа Грузії, 1740 рік.

## Релігія
Між XI і початком XIII століть Грузія пережила політичний, економічний і культурний золотий вік, коли династії Багратіоні вдалося об’єднати західну та східну половини країни в єдине царство. Щоб досягти цієї мети, королі багато в чому покладалися на престиж церкви та заручилися її політичною підтримкою, надавши їй багато економічних переваг, імунітет від податків і великі уділи. Водночас царі, особливо Давид Будівельник (1089–1125), використовували державну владу для втручання у церковні справи. Примітно, що він скликав собор у Руїсі-Урбнісі 1103 року, який засудив вірменське міафізитство більш рішуче, ніж будь-коли раніше, і надав безпрецедентну владу, другу після Патріарха, своєму другові та раднику Георгію Чкондідському. Протягом наступних століть церква залишатиметься вирішальною феодальною інституцією, чия економічна та політична влада завжди буде принаймні рівною владі основних дворянських родин.

## Культура
У середні віки християнство було центральним елементом грузинської культури. Для релігійних цілей у Грузії розвивалися специфічні види мистецтва. Серед них каліграфія, багатоголосний церковний спів, ікони з перегородчастою емаллю, наприклад триптих Хахулі, «грузинський хрестово-купольний стиль» архітектури, характерний для більшості середньовічних грузинських церков. До видатних грузинських представників християнської культури належать Євфимій Афонський (Еквтіме Атонелі, 955—1028), Георгій Афонський (Георгій Атонелі, 1009—1065), Арсен Ікалтоелі (XI ст.), Єфрем Мцире (XI ст.). Філософія процвітала між XI і XIII століттями, особливо в Академії Гелатського монастиря, де Іоане Петріці зробив спробу синтезу християнської, аристотеліцької та неоплатонічної думки.

### Архітектура
Найвідоміші приклади грузинської релігійної архітектури того часу включають монастир Гелаті та собор Баграта в Кутаїсі, монастирський комплекс і академію Ікалто, а також собор Светіцховелі в Мцхеті.

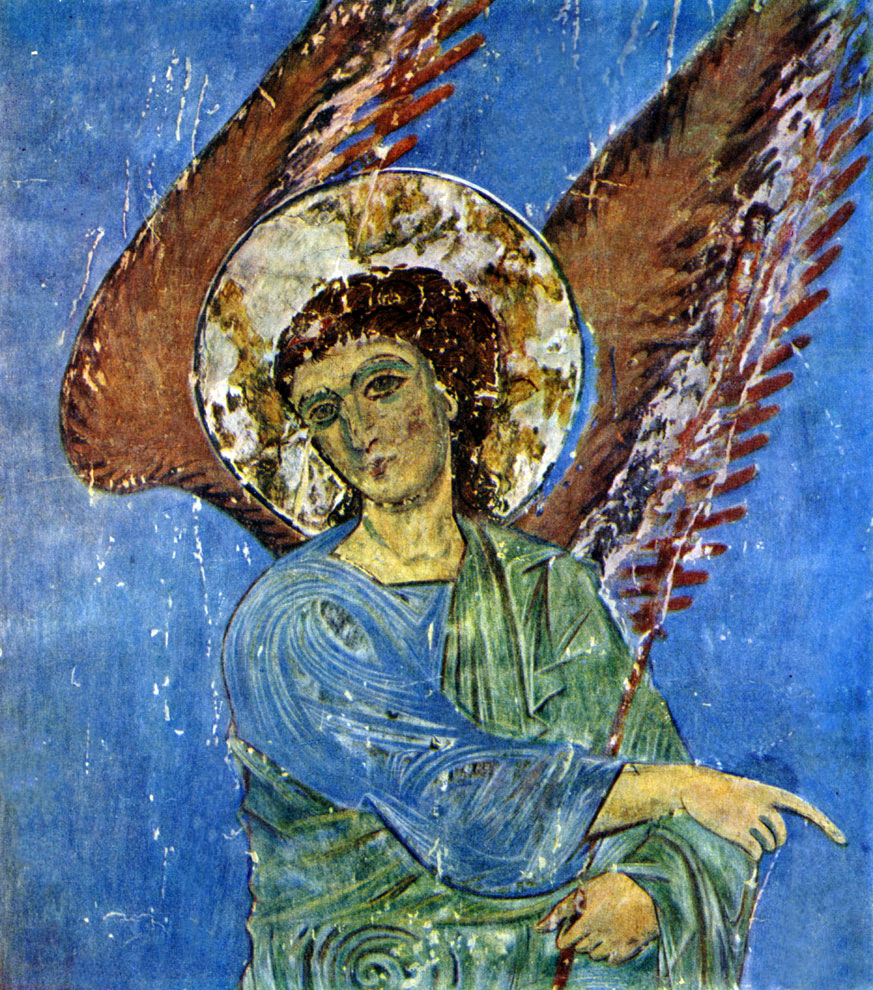
Ангел Кінцвізі, укомплектований дефіцитною натуральною ультрамариновою фарбою, свідчив про збільшення ресурсів царства.

 У XIII ст. починають будувати дзвіниці біля церков. Вторгнення Хорезмійців і монголів, а також сильний землетрус 1283 призвели до значних руйнувань. Тим часом кінець XIII ст. відзначено великомасштабним будівництвом монастирів, особливо в провінціях, таких як Самцхе, які менш постраждали від ворожих вторгнень. Його правителі з сім'ї Джакелі змогли побудувати один з найкращих на той період і досі значно зберігся Церква Святого Савви, частина монастиря Сапара. Наслідуючи загальні традиції золотого століття, церкви цього періоду характеризуються більш спрощеними і менш виразними прикрасами. Фасадна архітектура зникає, а прикраси виготовляються на гладких поверхнях. Раніше опуклі прикраси вікон занурюються у стіну. Оздоблення характеризується поліхромією. Баня виглядає масивніше, ніж у попередні століття, і його барабан зазвичай має дванадцять вікон, хоча, починаючи з церкви Святого Савви, їхня кількість збільшується до шістнадцяти — вісім справжніх та вісім фальшивих вікон.
Занепад, що почався в попередньому столітті через монгольський вплив, продовжив відбиватися в архітектурі XIV ст.. Барабан церковної бані стає більш приземленим. Прикраси фасаду залишаються лише навколо дверей та вікон. Приклади включають церкву Трійці в Гергеті, монастир Зарзма та Чулеві.

### Місіонерська діяльність
З 10 століття грузини почали відігравати значну роль у проповідуванні християнства в горах Кавказу. «Там, де місії патріархів Константинополя, Риму, Александрії, Антіохії та Єрусалиму зазнали невдачі, Грузинська Церква досягла успіху в принесенні Хреста Ісуса та проповідуванні Його Євангелія». Про це свідчать не тільки стародавні писемні джерела, але й християнські архітектурні пам'ятники з грузинськими написами, які досі можна побачити по всьому Північному Кавказу в Чечні, Інгушетії, Дагестані, Північній Осетії, Кабардино-Балкарії. Золотий вік грузинського чернецтва тривав з 9 по 11 століття. У цей період грузинські монастирі були засновані за межами країни, зокрема на Синайській горі, Афоні (монастир Івірон, де досі зберігається ікона Богородиці Іверської) і в Палестині.

## Грузинські царі (1008—1245)
1. Баграт III — цар (1008—1014),
2. Георгій I — цар (1014—1027),
3. Баграт IV — цар (1027—1072),
4. Георгій II — цар (1072—1089),
5. Давид IV Грузинський — цар (1089—1125),
6. Деметре I — цар (1125—1154),
7. Давид V — цар (1154—1155),
8. Деметре I — цар (1155—1156, вдруге),
9. Георгій III — цар (1156—1184),
10. Тамара I Велика — цариця (1184—1213, співправителька з 1177),
11. Георгій IV Лаша — цар (1213—1223),
12. Русудан — цариця (1223—1245)